# اندرز (نبراسکا)
اندرز(به انگلیسی: Enders) شهری در ایالت نبراسکا کشور ایالات متحده آمریکا است که جمعیت آن در سرشماری سال ۲۰۱۰ میلادی، ۴۲ نفر بوده‌است.